# سایبورگ ۳: بازیافت
سایبورگ ۳: بازیافت (انگلیسی: Cyborg 3: The Recycler) فیلمی در ژانر اکشن، مهیج، و علمی–تخیلی به کارگردانی مایکل ریچارد است که در سال ۱۹۹۵ منتشر شد.

## بازیگران
- زاک گالیگان
- مالکوم مک‌داول
- مایکل بیلی اسمیت
- ریچارد لینچ
- اندرو براینیارسکی
- ویلیام کت